# Seč (Prievidza)
Seč es un municipio del distrito de Prievidza en la región de Trenčín, Eslovaquia, con una población estimada a final del año 2024 de 388 habitantes.
Se encuentra ubicado al este de la región, cerca del río Nitra (cuenca hidrográfica del Danubio) y de la frontera con las regiones de Banská Bystrica y Žilina.

## Demografía
| Año        | 1994 | 2004    | 2014    | 2024    |
| ---------- | ---- | ------- | ------- | ------- |
| Población  | 412  | 410     | 392     | 388     |
| Diferencia |      | −0,48 % | −4,39 % | −1,02 % |

| Año        | 2023 | 2024    |
| ---------- | ---- | ------- |
| Población  | 393  | 388     |
| Diferencia |      | −1,27 % |